# متلازمة تسرب شعيري
متلازمة تسرب شعيري  (بالإنجليزية: Capillary leak syndrome)‏ أو مرض كلاركسون، تتمثل بخروج بلازما الدم عبر جدران الشعيرات الدموية، من جهاز الدوران إلى الأنسجة المحيطة، أو الحيزات العضلية، أو الأعضاء أو تجاويف الجسم. تكون شائعة في حالات الإنتانات، وأقل شيوعًا في أمراض المناعة الذاتية، ومتلازمة التمايز (متلازمة حمض الريتينوئيك)، متلازمة الازدراع، داء البلعمة، متلازمة فرط التنبيه المبيضي، الحمى النزفية الفيروسية، والتسمم بلدغة الأفعى والريسين. يمكن أن تسبب بعض الأدوية، بما في ذلك أدوية العلاج الكيميائي جيمسيتابين وتاغراكسوفوسب، وكذلك بعض أنواع الإنترلوكينات والأضداد وحيدة النسيلة، تسربًا شعريًا. تعد هذه الحالات والعوامل مصادر لمتلازمة التسرب الشعيري الثانوي.
متلازمة التسرب الشعيري الجهازي (أو مرض كلاركسون)، أو متلازمة التسرب الشعيري الأولي، هي حالة طبية نادرة وخطيرة وعرضية لوحظت بشكل كبير لدى الأفراد الأصحاء غالبًا في منتصف العمر. تتميز بنوبات عكوسة تنفصل خلالها الخلايا البطانية التي تبطن الشعيرات الدموية لمدة يوم إلى ثلاثة أيام، عادةً في الأطراف، ما يؤدي إلى تسرب البلازما بشكل أساسي إلى الحيزات العضلية في الذراعين والساقين. لا تحدث عادةً في البطن والجهاز العصبي المركزي والأعضاء (بما في ذلك الرئتين)، ولكن يكون التسرب في الأطراف بكثافة تكفي لحدوث صدمة دورانية ومتلازمات الحيز، مع انخفاض ضغط الدم بشكل خطير، تركّز الدم (زيادة كثافة الدم) ونقص ألبومين الدم (انخفاض في الألبومين، وهو بروتين رئيسي) وذلك في غياب أسباب أخرى تسبب هذه الأعراض. متلازمة التسرب الشعيري الجهازي هي بالتالي مرض يهدد الأطراف والحياة، لأن كل نوبة قد تسبب تلفًا في عضلات الأطراف وأعصابها، وكذلك في الأعضاء الحيوية بسبب التسرب المحدود. غالبًا ما تُشخص بشكل خاطئ على أنها كثرة كريات الدم الحمر، أو كثرة الحمر الحقيقية، أو متلازمة فرط اللزوجة، أو إنتان.

## الأعراض
يعاني معظم مرضى متلازمة التسرب الشعيري من أعراض تشبه أعراض الأنفلونزا (مثل سيلان الأنف)، أو اضطرابات معوية أخرى (الإسهال أو الإقياء)، أو ضعفًا أو ألمًا عامًا في الأطراف، لكن قد لا تظهر علامات محددة أو ثابتة قبل حدوث النوبات. يحدث بعد ذلك شعور بالعطش والدوار والحالات التالية القابلة للقياس في غرفة الطوارئ بالمستشفى: 
- تركّز الدم (ارتفاع مستويات الهيماتوكريت أو الهيموغلوبين، تكون مستويات الهيماتوكريت أكثر من 49% لدى الرجال وأكثر من 43% لدى النساء، ليس بسبب الزيادة المطلقة فيها ولكن بسبب تسرب البلازما)؛
- انخفاض شديد في ضغط الدم (انخفاض ضغط الدم الشرياني الحاد، وتكون مستويات ضغط الدم الانقباضي أقل من 90 مم زئبقي)؛
- نقص الألبومين (نقص ألبومين الدم أقل من 3.0 غ/دل)؛
- وذمة جزئية أو معممة، وبرودة الأطراف؛
- بارابروتين (الاعتلال الغامائي وحيد النسيلة ذو الخطورة غير المحددة في نحو 80% من الحالات).

## السبب
على الرغم من أن السبب الجزيئي الدقيق لمتلازمة التسرب الشعيري  ما زال غير محدد، فالأبحاث العلمية التي أجريت في السنوات الأخيرة، والتي أجريت بشكل أساسي في الوحدة (المعهد الوطني للحساسية والأمراض المعدية) التابعة لمعاهد الصحة الوطنية الأمريكية، ألقت الضوء قليلًا على جذورها البيولوجية والكيميائية. لم تثبت دراسة جملة الوعائية المجهرية الطرفية من عينات خزعات المرضى وجود تشوهات عيانية، أو خلل في تولد الأوعية الدموية، أو الخلايا الالتهابية أو عوامل أخرى توحي باضطراب يسبب تلف الأوعية الدموية بسبب الالتهاب. وبالتالي يكون غياب التشوهات الهيكلية متناسبًا مع فرضية إحدى الظواهر الخلوية المعيبة العكوسة في الشعيرات الدموية.
تشير الدراسات إلى أن وجود العديد من العوامل الالتهابية أثناء نوبات متلازمة التسرب الشعيري قد يفسر النفوذية غير الطبيعية المؤقتة للخلايا البطانية التي تبطن السطح الداخلي للشعيرات الدموية. وتشمل هذه طفرات عابرة في الوسائط الالتهابية المرتبطة بالخلايا الوحيدة والبلاعم والزيادات المؤقتة في البروتينات مثل عامل النمو البطاني الوعائي والأنجيوبويتين-2. يشير خلل الخلايا البطانية التي تظهر في الفحص المخبري لمصل الدم المأخوذ من المرضى الذين يعانون من نوبات متلازمة التسرب الشعيري أيضًا على العوامل الكيميائية الحيوية في العمل.
لا يوجد دليل على أن متلازمة التسرب الشعيري وراثية، ولم يُثبت دور عيوب معينة في الجينات لدى مرضى متلازمة التسرب الشعيري، والتي قد تبرمج الخلايا البطانية لتعطي رد فعل على المحفزات الخارجية. تكون خطورة البارابروتين (الاعتلال الغامائي وحيد النسيلة ذو الخطورة غير المحددة)، إن وجدت، لدى معظم مرضى متلازمة التسرب الشعيري، غير معروفة، بخلاف أنه كان نذير للإصابة بورم نقوي متعدد لدى نسبة قليلة (7% في أكبر مجموعة أُبلغ عنها في دراسة التعرض) من مرضى متلازمة التسرب الشعيري.

## التشخيص
غالبًا ما يصعب التعرف على متلازمة التسرب الشعيري  وتشخيصها في بداية ظهور الأعراض، بالتالي يكون التشخيص الخاطئ شائعًا. تتطلب الأعراض الثلاثة المميزة من انخفاض ضغط الدم الشرياني الحاد، وتركّز الدم (ارتفاع الهيماتوكريات، كثرة الكريات البيض، وكثرة الصفيحات)، ونقص ألبومين الدم في غياب الأسباب الثانوية للصدمة والعدوى، التشخيص بالمراقبة في المستشفى، أثناء نوبة حادة أو بعدها. حقيقة أن الحالة نادرة للغاية -تُقدر بنحو واحد لكل مليون نسمة- وأن العديد من الأمراض الأخرى تظهر أعراض شبيهة بمتلازمة التسرب الشعيري، بما في ذلك متلازمة تسرب الشعيرات الدموية الثانوية أو نقص بروتين الدم، تجعل التشخيص المبكر صعبًا. تكون حالة الوعي، على الرغم من الصدمة الشديدة وانخفاض ضغط الدم، مظهرًا سريريًا إضافيًا ومثير للاهتمام وغالبًا ما يُبلغ عنه خلال النوبات عند دخول المستشفى.

## العلاج
يشير التاريخ الطبيعي لنوبات متلازمة التسرب الشعيري إلى أنها تزول تلقائيًا خلال يومين إلى أربعة أيام، وأنها تتكون من مرحلتين متميزتين.

### مرحلة تسرب الشعيرات الدموية
المرحلة الأولية هي مرحلة تسرب الشعيرات الدموية، والتي تستمر من يوم إلى 3 أيام، والتي خلالها قد يغزو 70% من إجمالي حجم البلازما التجاويف في الجسم وخاصةً في الأطراف. المظاهر السريرية الأكثر شيوعًا هي أعراض شبيهة بالإنفلونزا مثل الإعياء؛ سيلان الأنف؛ تعب شديد قد يصل إلى الإغماء (فقدان الوعي)؛ ألم في الأطراف أو البطن أو معمم؛ وذمة في الوجه أو غيره؛ ضيق التنفس؛ وانخفاض ضغط الدم الذي يؤدي إلى صدمة دورانية ويحتمل أن يؤدي إلى وهط قلبي رئوي وتلف أعضاء أخرى. يُعد القصور الكلوي الحاد أو الفشل الكلوي خطراً شائعاً بسبب النخر الأنبوبي الحاد الناجم عن نقص حجم الدم وانحلال الربيدات. لفقدان السوائل من الشعيرات الدموية تأثيرات على الدورة الدموية مماثلة للتجفاف، ما يؤدي إلى إبطاء تدفق الأكسجين إلى الأنسجة والأعضاء بالإضافة إلى زيادة التبول. تشمل الرعاية الطبية العاجلة في هذه المرحلة تعويض السوائل، خاصةً عن طريق الحقن الوريدي لمحلول ملحي بالإضافة إلى هيدروكسي إيتيل النشاء أو الألبومين والغرويدات (لزيادة تدفق الدم المتبقي إلى الأعضاء الحيوية مثل الكلى)، وكذلك القشرانيات السكرية (ستيرويدات مثل ميتيل بريدنيزولون لتقليل أو وقف تسرب الشعيرات الدموية). رغم فعاليتها على ضغط الدم، يكون تأثير العلاج بالسوائل دائمًا عابرًا ويؤدي إلى زيادة تراكم السوائل خارج الأوعية، ما يؤدي إلى مضاعفات متعددة وخاصةً متلازمة الحيز وبالتالي انحلال الربيدات الذي يتلف الأطراف. يجب مراقبة المرضى الذين يعانون من نوبات متلازمة التسرب الشعيري عن كثب في العناية المركزة في المستشفى، بما في ذلك المضاعفات العظمية التي تتطلب تخفيف الضغط الجراحي، ويجب تقليل العلاج بالسوائل إلى أقصى حد ممكن.

## الإنذار
في دراسة شملت 69 مريض أغلبهم أروبيين خلال الفترة بين عامي 1996-2016، كانت معدلات النجاة لمدة 5 و10 سنوات لمرضى متلازمة التسرب الشعيري  78% و69% على التوالي، لكن الناجين تلقوا علاجًا وقائيًا بالغلوبيولين المناعي الوريدي بشكل أكثر تواترًا من الذين لم ينجوا. كانت معدلات النجاة لمدة 5 و10 سنوات لدى المرضى الذين عولجوا بالغلوبيولين المناعي الوريدي 91% و77%، على التوالي، مقارنة مع 47% و37% من المرضى الذين لم يعالجوا بالغلوبيولين المناعي الوريدي. علاوةً على ذلك، يبدو أن تحديد هذه الحالة وإدارتها بشكل أفضل يؤديان إلى انخفاض معدل الوفيات وتحسين معدلات النجاة ونوعية الحياة في الآونة الأخيرة.

## التاريخ
وُصفت المتلازمة لأول مرة من فريق من أطباء مدينة نيويورك بقيادة الدكتور بايارد دي. كلاركسون في عام 1960، سُميت لاحقًا نسبةً إليه بشكل غير رسمي. إلى جانب العديد من تقارير الحالة المنشورة منذ ذلك الحين، نُشرت ثلاث مراجعات شاملة عن التجارب السريرية والبحثية في عام 2017.